# توماس کوریهارا
توماس کوریهارا (انگلیسی: Thomas Kurihara; ۲۴ ژانویهٔ ۱۸۸۵ – ۸ سپتامبر ۱۹۲۶) بازیگر، کارگردان فیلم اهل ژاپن بود. وی بین سال‌های ۱۹۱۴ تا ۱۹۲۳ میلادی فعالیت می‌کرد.